# Estación La Zanja
La Zanja es una estación ferroviaria del Ferrocarril Domingo Faustino Sarmiento de la red ferroviaria argentina, en el ramal que une las estaciones de Once y Toay. Se encuentra en las áreas rurales del partido de Trenque Lauquen, Provincia de Buenos Aires, Argentina.

## Servicios
No presta servicios de pasajeros desde principios de la década de 2000. Sus vías están concesionadas a la empresa de cargas Ferroexpreso Pampeano.